# Shawn Porter
Shawn Christian Porter (Akron, Ohio, 27 de octubre de 1987) es un ex boxeador profesional estadounidense. Fue campeón de peso wélter de la FIB de 2013 a 2014. Es conocido por su agresivo estilo de lucha de presión, su fuerza física y su alta tasa de trabajo. A partir de octubre de 2017, Porter es clasificado como el tercer mejor peso wélter activo del mundo por la revista The Ring, cuarto por la TBRB, y quinto por BoxRec.

## Carrera amateur
Como aficionado, Porter compitió principalmente como peso mediano y compiló un asombroso récord amateur de 276-14. En 2007 ganó el Campeonato de Guantes Dorados, pero en los Juegos Panamericanos Porter fue noqueado en la segunda ronda por el cubano Emilio Correa. A pesar de que cuenta con victorias de aficionados sobre los prospectos actuales, Daniel Jacobs, Demetrius Andrade, Edwin Rodríguez, Shawn Estrada y Jonathan Nelson, se quedó corto en la clasificación para el equipo olímpico de los Estados Unidos de 2008. Porter se graduó de Stow-Munroe Falls High School. Allí ganó todas las conferencias en el fútbol de su año júnior y sénior.

## Carrera Profesional
Porter fue entrenado y dirigido por su padre Kenny Porter, ubicado en Las Vegas, Nevada.

### Peso Mediano
Porter comenzó su carrera profesional con 165½ libras el 3 de octubre de 2008 en el Wicomico Civic Center en Salisbury, Maryland , EE. UU. Su oponente fue Norman Johnson. Porter ganó la pelea por nocaut técnico en el primer asalto.
En su quinta pelea profesional, Porter se enfrentó a Cory Jones de 31 años (4-3, 1 KO) el 6 de febrero de 2009. Porter ganó la pelea después de 4 asaltos por decisión unánime (40-33, 40-33 , 39–35). Jones fue derribado dos veces en la ronda 1.
El 3 de abril de 2009, Porter derrotó a Eloy Suárez (10-4, 5 KOs) por nocaut técnico en el primer asalto. Porter apoyó a Suárez en una esquina, conectó varios golpes de poder con la derecha y lo envió a la lona. Suárez superó la cuenta, pero se puso de pie. El árbitro hizo un alto a las 2:59 de la ronda 1.

### Peso Superwélter
En agosto de 2009, Porter bajó a 154 libras, derrotando a Lamar Harris en el Fitzgerald's Casino & Hotel en Tunica, Misisipi. En diciembre de 2009, Porter se enfrentó al invicto Jamar Patterson de 27 años (8-0, 4 KOs) en el Grand Casino en Hinckley, Minnesota en una pelea programada de 8 asaltos. Porter ganó la pelea después de que el árbitro rechazara la pelea en la cuarta ronda después de que Porter derribara a Patterson. Porter ganó su primer cinturón del campeonato, el interino OMB-NABO de peso medio ligero título ante Russell Jordan (15-6, 10 KOs) en ESPN 's Viernes de Combatesel 19 de febrero de 2010. A Jordan se le redujo un punto en el noveno asalto después de perder el volador dos veces mientras la pelea se completaba en 10 asaltos. Las tarjetas de puntuación dicen 97–92, 97–92, 100–89.  El 16 de abril de 2010 noqueó al veterano Raúl Pinzón (17-4, 16 KOs) en un solo asalto.  En julio, Porter venció a Ray Robinson de 24 años (11-1, 4 KOs) por decisión unánime (99-89, 97-92, 98-91) en DeSoto Civic Center en Southaven, Misisipi.

### Peso Wélter
El 15 de octubre de 2010, Porter bajó a 147 libras. Su primer oponente fue el estadounidense Héctor Muñoz (18–3–4, 11 KOs) en el Buffalo Run Casino en Miami, Oklahoma . Fue por el título de peso wélter de la NABF , dejado vacante por Saúl Álvarez. Muñoz fue cortado en el lado derecho de su cabeza por un aluvión de golpes en la ronda 5. Durante la ronda 9, el promotor de Porter, Gary Shaw, corrió hacia la esquina de Muñoz suplicándoles que detuvieran la pelea, lo que finalmente acordaron y tiraron la toalla. a las 2:05 de la ronda 9.
El 18 de febrero de 2011, Porter defendió con éxito su título contra Anges Adjaho (25-4, 14 KOs) por decisión unánime en 10 asaltos (99-91, 99-91, 97-93). La pelea fue en la cartelera de Fernando Guerrero contra Derrick Findley y fue parte de la primera cartelera de boxeo en vivo televisada en 3D. Con 144 libras, Porter estaba luchando con el peso más ligero de su carrera profesional hasta la fecha. Adjaho entró después de haber perdido cuatro de sus seis combates anteriores y no haber ganado en poco más de dos años.

## Retiro
En la conferencia de prensa posterior a la pelea de Crawford, Porter anunció su retiro del box, diciendo: "Estaba preparado para anunciar mi retiro esta noche, ganar, perder o empatar. Incluso si fuera un empate. No lo volvería a hacer. Estoy anunciando mi jubilación ahora mismo ".

## Récord profesional
| 31 Ganadas (17 KOs), 4 Derrotas, 1 Empate |        |                    |                        |               |            |                                                        |                                                                                      |
| Res.                                      | Récord | Oponente           | Tipo                   | Rd., Tiempo   | Datos      | Localidad                                              | Notas                                                                                |
| G                                         | 1–0    | Norman Johnson     | TKO                    | 1 (4), 1:17   | 03-10-2008 | Wicomico Youth and Civic Center, Salisbury, Maryland   | Debut profesional de Porter.                                                         |
| G                                         | 2–0    | Toris Smith        | TKO                    | 1 (4), 0:53   | 01-11-2008 | West Junior High School, West Memphis, Arkansas        |                                                                                      |
| G                                         | 3–0    | Phillip Hammac     | TKO                    | 2 (4), 1:30   | 22-11-2008 | Fitzgeralds Casino and Hotel, Tunica Resorts, Misisipi |                                                                                      |
| G                                         | 4–0    | Tommy Stepp        | KO                     | 1 (4), 1:55   | 24-01-2009 | Fitzgeralds Casino and Hotel, Tunica Resorts, Misisipi |                                                                                      |
| G                                         | 5–0    | Cory Jones         | Decisión (unánime)     | 4             | 06-02-2009 | Wicomico Youth and Civic Center, Salisbury, Maryland   |                                                                                      |
| G                                         | 6–0    | Abdias Castillo    | TKO                    | 4 (4), 1:43   | 14-03-2009 | Fitzgeralds Casino and Hotel, Tunica Resorts, Misisipi |                                                                                      |
| G                                         | 7–0    | Eloy Suárez        | TKO                    | 1 (4), 2:59   | 03-04-2009 | Pepsi Pavilion, Memphis, Tennessee                     |                                                                                      |
| G                                         | 8–0    | Sam Sparkman       | Descalificación        | 2 (6), 3:00   | 25-04-2009 | Fitzgeralds Casino and Hotel, Tunica Resorts, Misisipi | Sparkman descalificado después de que sus esquineros se negaron a abandonar el ring. |
| G                                         | 9–0    | Brandon Wooten     | TKO                    | 1 (6), 2:09   | 19-06-2009 | Wicomico Youth and Civic Center, Salisbury, Maryland   |                                                                                      |
| G                                         | 10–0   | Lamar Harris       | TKO                    | 1 (6), 2:18   | 29-08-2009 | Fitzgeralds Casino and Hotel, Tunica Resorts, Misisipi |                                                                                      |
| G                                         | 11–0   | Jerome Ellis       | RTD                    | 4 (8), 3:00   | 21-11-2009 | Fitzgeralds Casino and Hotel, Tunica Resorts, Misisipi |                                                                                      |
| G                                         | 12–0   | Jamar Patterson    | TKO                    | 4 (8), 1:54   | 18-12-2009 | Grand Casinos, Hinckley, Minnesota                     |                                                                                      |
| G                                         | 13–0   | Russell Jordan     | Decisión (unánime)     | 10            | 19-02-2010 | Wolstein Center, Cleveland, Ohio                       | Gana el título WBO–NABO interino del peso superwelter                                |
| G                                         | 14–0   | Raúl Pinzón        | KO                     | 1 (8), 2:39   | 16-04-2010 | Wicomico Youth and Civic Center, Salisbury, Maryland   |                                                                                      |
| G                                         | 15–0   | Robert Kliewer     | TKO                    | 5 (8), 1:08   | 22-05-2010 | Fitzgeralds Casino and Hotel, Tunica Resorts, Misisipi |                                                                                      |
| G                                         | 16–0   | Ray Robinson       | Decisión (unánime)     | 10            | 16-08-2010 | DeSoto Civic Center, Southaven, Misisipi               |                                                                                      |
| G                                         | 17–0   | Hector Munoz       | TKO                    | 9 (10), 2:05  | 15-10-2010 | Buffalo Run Casino, Miami, Oklahoma                    | Gana el título vacante NABF peso wélter                                              |
| G                                         | 18–0   | Agnes Adjaho       | Decisión (unánime)     | 10            | 18-02-2011 | Wicomico Youth and Civic Center, Salisbury, Maryland   | Retiene el título NABF peso wélter                                                   |
| G                                         | 19–0   | Patrick Thompson   | TKO                    | 6 (8), 1:39   | 28-04-2012 | Boardwalk Hall, Atlantic City, Nueva Jersey            |                                                                                      |
| G                                         | 20–0   | Alfonso Gómez      | Decisión (unánime)     | 10            | 28-07-2012 | HP Pavilion, San José, California                      | Gana el título vacante WBO–NABO del peso wélter                                      |
| E                                         | 20–0–1 | Julio Díaz         | Empate (dividido)      | 10            | 15-12-2012 | Memorial Sports Arena, Los Ángeles, California         |                                                                                      |
| G                                         | 21–0–1 | Phil Lo Greco      | Decisión (unánime)     | 10            | 18-05-2013 | Boardwalk Hall, Atlantic City, Nueva Jersey            |                                                                                      |
| G                                         | 22–0–1 | Julio Díaz         | Decisión (unánime)     | 10            | 12-09-2013 | MGM Grand Marquee Ballroom, Paradise, Nevada           | Retiene el título WBO–NABO wélter; Gana el título vacante IBF North American welter  |
| G                                         | 23–0–1 | Devon Alexander    | Decisión (unánime)     | 12            | 07-12-2013 | Barclays Center, Nueva York City, Nueva York           | Gana el título mundial de la IBF del peso wélter                                     |
| G                                         | 24–0–1 | Paulie Malignaggi  | TKO                    | 4 (12), 1:14  | 19-04-2014 | D.C. Armory, Washington D. C.                          | Retained IBF welterweight title                                                      |
| D                                         | 24–1–1 | Kell Brook         | Decisión (mayoritaria) | 12            | 16-08-2014 | StubHub Center , Carson, California                    | Pierde el título mundial de la IBF peso wélter                                       |
| G                                         | 25–1–1 | Erick Bone         | KO                     | 5 (10), 2:30  | 13-03-2015 | Citizens Business Bank Arena, Ontario, California      |                                                                                      |
| G                                         | 26–1–1 | Adrien Broner      | Decisión (unánime)     | 12            | 20-06-2015 | MGM Grand Garden Arena, Paradise, Nevada               |                                                                                      |
| D                                         | 26–2–1 | Keith Thurman      | Decisión (unánime)     | 12            | 25-06-2016 | Barclays Center, Nueva York City, Nueva York           | Por el título mundial de la WBA del peso wélter                                      |
| G                                         | 27–2–1 | Andre Berto        | TKO                    | 9 (12), 1:31  | 22-04-2017 | Barclays Center, Nueva York City, Nueva York           |                                                                                      |
| G                                         | 28–2–1 | Adrían Granados    | Decisión (unánime)     | 12            | 04-11-2017 | Barclays Center, Nueva York City, Nueva York           | Gana el título vacante WBC Silver del peso wélter                                    |
| G                                         | 29–2–1 | Danny García       | Decisión (unánime)     | 12            | 08-09-2018 | Barclays Center, Nueva York City, Nueva York           | Gana el título mundial vacante de la WBC del peso wélter                             |
| G                                         | 30–2–1 | Yordenis Ugas      | Decisión (dividida)    | 12            | 09-03-2019 | MGM Grand, Las Vegas, Nevada                           | Retiene el título mundial de la WBC del peso wélter                                  |
| D                                         | 30–3–1 | Errol Spence       | Decisión (dividida)    | 12            | 28-09-2019 | Staples Center, Los Ángeles, California                | Pierde el título mundial de la WBC del peso wélter                                   |
| G                                         | 31–3–1 | Sebastian Formella | Decisión (unánime)     | 12            | 22-08-2020 | Microsoft Theater, Los Ángeles, California             | Gana el título vacante WBC Silver del peso wélter                                    |
| D                                         | 31–4–1 | Terence Crawford   | TKO                    | 10 (12), 1:21 | 20-11-2021 | Mandalay Bay Resort & Casino, Las Vegas, Nevada        | Por el título WBO del peso wélter                                                    |